# Harald Berger
Harald Berger („Harry“; 31. října 1972 Linec – 20. prosince 2006 Hintersee) byl rakouský horolezec a reprezentant v ledolezení, mistr světa a vítěz světového poháru v ledolezení na obtížnost. Zemřel když se na něj zřítila část ledové stěny v jeskyni v Alpách.

## Výkony a ocenění
- 2002: vítěz světového poháru (dělené místo)
- 2003: vítěz světového poháru
- 2004: mistr světa
- 2005: mistr světa
- 2006: vítěz světového poháru

### Závodní výsledky
| Mistrovství světa v ledolezení | Mistrovství světa v ledolezení | Mistrovství světa v ledolezení | Mistrovství světa v ledolezení |
| Rok                            | 2003                           | 2004                           | 2005                           |
| ------------------------------ | ------------------------------ | ------------------------------ | ------------------------------ |
| Obtížnost                      | 3                              | 1                              | 1                              |

| Světový pohár v ledolezení | Světový pohár v ledolezení | Světový pohár v ledolezení | Světový pohár v ledolezení | Světový pohár v ledolezení | Světový pohár v ledolezení | Světový pohár v ledolezení |
| Rok                        | 2002                       | 2003                       | 2004                       | 2005                       | 2006                       |                            |
| -------------------------- | -------------------------- | -------------------------- | -------------------------- | -------------------------- | -------------------------- | -------------------------- |
| Obtížnost                  | 1-2                        | 1                          | nekonal se                 | nekonal se                 | 1                          |                            |
| jednotlivě* (6/3/3)        | ,?,                        | ,,?,                       | Zlatá medaile              | Zlatá medaile              | ,,5,,                      |                            |

* pozn.: napravo jsou poslední závody v roce